# Mecistoptera pallidicosta
Mecistoptera pallidicosta là một loài bướm đêm trong họ Erebidae.